# هلال احمر
هلال احمر (از عربی الهلال الأحمر) نام یک انجمن و سازمان غیردولتی انسان‌دوستانه است. در سال ۱۸۷۶، دولت عثمانی، به‌جای نشان کمیته بین‌المللی صلیب سرخ از پرچم خود استفاده کرد. در سال ۱۹۲۹ ایران، مصر، و ترکیه وبسیاری از کشورهای اسلامی، هلال را به عنوان نشان جمعیت ملی امداد و نجات خود بکار بردند. دولت ایران در سال ۱۹۸۰ میلادی نیز این نشان را به جای نشان شیر و خورشید سرخ پذیرفت. جمعیت هلال احمر یکی از موسساتی است که در زمان وقوع حوادث طبیعی یا جنگ‌ها به کمک مردم می‌شتابد.

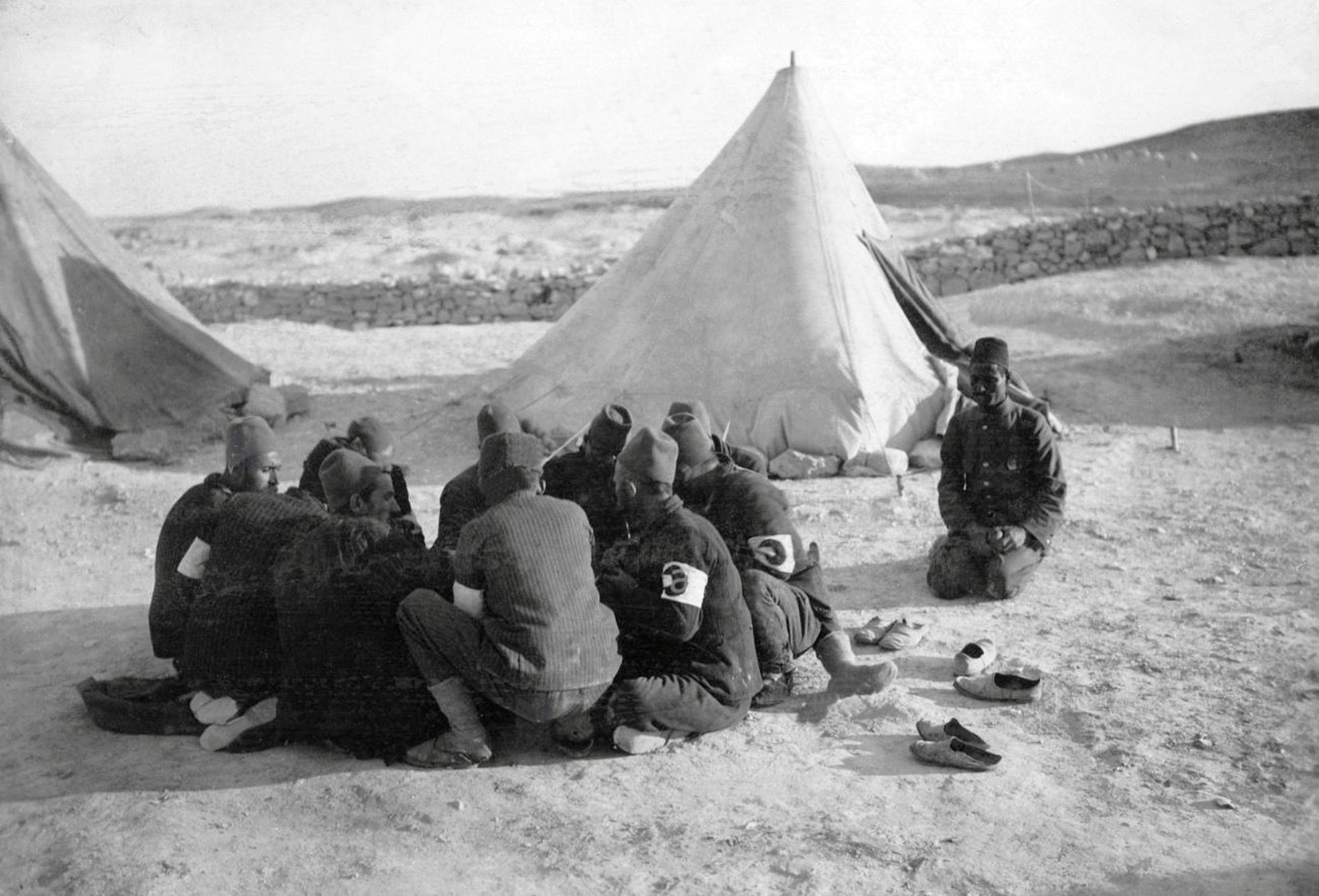
عضوهای حلال احمر در امپراتوری عثمانی، سال ۱۹۱۵

تاریخچه هلال احمر یا همان صلیب سرخ از زمانی آمده‌است که یک تاجر سوئیسی به نام هانری دونان در سال 1859، در یکی از سفرهای تجاری خود از منطقه‌ای جنگ زده به نام سولفرینو واقع در شمال ایتالیا عبور می‌کرد، با مشاهده سربازان زخمی رها شده و بدون مراقبت در طول جنگ، از دیدن این وضعیت ناگوار، ناراحت شده و با کمک زنان محلی در طی سه روز و سه شب به درمان سربازان مجروح پرداخت. بعد از این حادثه، ایدۀ تاسیس سازمانی بی‌طرف و داوطلب به ذهن او رسید و بدین صورت صلیب سرخ در سال ۱۸۶۳را بنیان نهاد. بعد از آن ترک های عثمانی با توجه به صلیب سرخ سوئیس، سازمانی بشر دوستانه ساختند. چون پرچم صلیب سرخ همان پرچم سوئیس بود اما با رنگ‌های بالعکس، پرچم هلال احمر هم همان پرچم ترک‌ها بود منتها با زمینه بالعکس طراحی شد. 
و همچنین سازمان هلال احمر در شرایط عادی برای صلح و دوستی و حفاظت از محیط زیست تلاش میکند.